# Dret del consumidor
El dret del consumidor (o dret del consum) és la denominació que es dona al conjunt de normes emanades dels poders públics destinades a la protecció del consumidor o usuari en el mercat de béns i serveis, atorgant-li i regulant certs drets i obligacions.
En general, es considera consumidor o usuari a tota persona física o jurídica que contracta a títol onerós, per al seu consum final o benefici propi, o del seu grup familiar o social, l'adquisició o locació de béns o la prestació o arrendament de serveis.
El dret del consum no és una branca autònoma del dret, sinó una disciplina transversal, amb elements que s'enquadren dintre del dret mercantil, del dret civil i uns altres dintre del dret administratiu i fins i tot del dret processal.

## Justificació
Donada la gran desigualtat que sol existir entre consumidors i usuaris i les grans empreses proveïdores de béns i serveis, així com a la proliferació de les contractacions en massa mitjançant els anomenats contractes d'adhesió, les diferents ordenacions jurídiques han anat veient la necessitat de procedir a equilibrar la relació contractual mitjançant mesures que controlin la qualitat dels productes i serveis, així com l'equilibri en les disposicions contractuals.

## Àrees
El dret del consum cobreix diversos aspectes fonamentals de les relacions entre els productors i els consumidors:
- Els contractes d'adhesió: prohibeix les clàusules abusives que desequilibrin la relació contractual en favor del proveïdor de béns i serveis i tràfic d'assegurar que el consumidor conegui per endavant totes les condicions generals de la contractació que l'empresari pretén utilitzar.
- Qualitat dels béns i serveis oferts: requisits mínims.
- Regulació de la publicitat i de les ofertes dirigides al públic.
- Estableix procediments especials que els consumidors i les associacions i organismes públics creats per al seu defensa puguin defensar-se i prohibir certes pràctiques abusives.
- Enumera un elenc d'infraccions per part dels empresaris i les corresponents sancions a imposar per les autoritats competents en matèria de consum.

## Regulació per país

### Argentina
A l'Argentina, el Dret del Consumidor apareix legislativament aplicat per primera vegada amb la Llei Nacional de Defensa del Consumidor (Llei núm. 24.240) sancionada el 22 de setembre de 1993. Més tard, es va sancionar l'article 42 de la Constitució Nacional Argentina (1994) sobre drets dels consumidors. En els últims anys, van ser sancionades les lleis provincials del Consumidor de les províncies de Buenos Aires (2003) i San Juan (2006). El jurista Gabriel Stiglitz, president de l'Institut Argentí de Dret del Consumidor, és el màxim referent d'Hispanoamèrica en matèria de Defensa del Consumidor i és coautor dels projectes de l'article 42 de la Constitució Nacional (1994) sobre drets dels consumidors, de la llei nacional 24.240 de defensa del consumidor i dels Codis del Consumidor de les províncies de Buenos Aires i San Juan. El 12 de març del 2008 es va modificar la llei 24.240, mitjançant la sanció de la llei 26.361. Les modificacions han estat per ampliar les garanties del consumidor, la creació del dany punitiu, entre d'altres, generant una gran innovació legislativa, sols es critica el vet presidencial exceptuant l'activitat aeronàutica.